# 太平駅

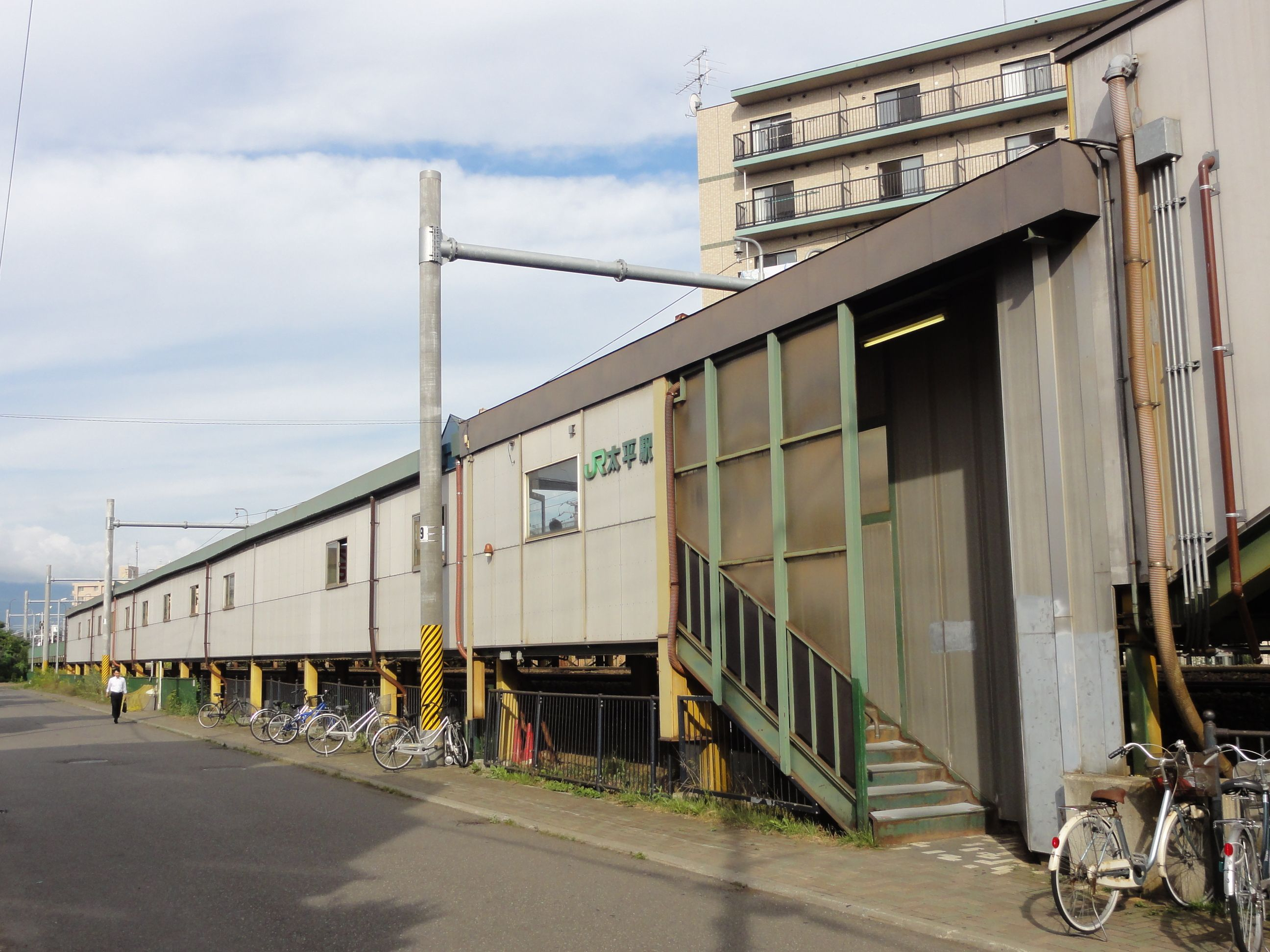
南口（2011年8月）

太平駅（たいへいえき）は、北海道札幌市北区太平2条5丁目にある北海道旅客鉄道（JR北海道）札沼線（学園都市線）の駅である。駅番号はG06。事務管理コードは▲110227。電報略号はタヘ。
札沼線（学園都市線）は桑園駅から隣の新琴似駅までが高架区間、当駅から北海道医療大学駅までが地上区間となる。

## 歴史
- 1986年（昭和61年）11月1日：日本国有鉄道（国鉄）札沼線の太平臨時乗降場として新設[3][報道 1][報道 2]。旅客のみ取扱い[4]。駅員無配置駅[2]。当初は線路(単線)の北側にホームがあった。
- 1987年（昭和62年）4月1日：国鉄分割民営化に伴い、JR北海道の駅となる[1]。同時に駅に昇格し、太平駅となる[1]。
- 1991年（平成3年）3月16日：札沼線に「学園都市線」の愛称を設定[報道 1][報道 2][5]。
- 1995年（平成7年）3月16日：札沼線（学園都市線）の当駅 - 篠路駅間が複線化[1]。当駅においては、この際新たに上り線および1番ホームが構築された[6]。
- 1999年（平成11年）
  - 7月13日：自動改札機を設置し、供用開始[7]。
  - 8月22日：札沼線（学園都市線）の新琴似駅および新琴似駅 - 当駅間の一部が高架化(現上り線)[5]。
- 2000年（平成12年）
  - 3月11日：札沼線（学園都市線）の八軒駅 - 当駅間に現下り線が増設され複線化[報道 1][報道 2][5]。
  - 月日不詳：札沼線（学園都市線）のうち、当駅を含む桑園駅 - 石狩月形駅間に自動進路制御装置 (PRC) を導入[8]。
- 2007年（平成19年）10月1日：駅番号設定（G06）[報道 3]。
- 2008年（平成20年）10月25日：ICカード「Kitaca」使用開始[報道 4]。
- 2012年（平成24年）6月1日：札沼線（学園都市線）のうち、当駅を含む桑園駅 - 北海道医療大学駅間が電化（交流20,000V・50Hz）[報道 5][報道 6]。

### 駅名の由来
地名より。

## 駅構造
相対式ホーム2面2線（ホーム長：135m）を持つ地上駅。桑園駅管理の無人駅である。
簡易自動券売機、簡易自動改札機（Kitaca、磁気券ともに対応）が設置されている。Kitacaの利用が可能であるが、カードの販売は行わない。
| 番線 | 路線                  | 方向 | 行先                             |
| ---- | --------------------- | ---- | -------------------------------- |
| 1    | ■札沼線（学園都市線） | 上り | 札幌・新千歳空港方面             |
| 2    | ■札沼線（学園都市線） | 下り | あいの里公園・北海道医療大学方面 |

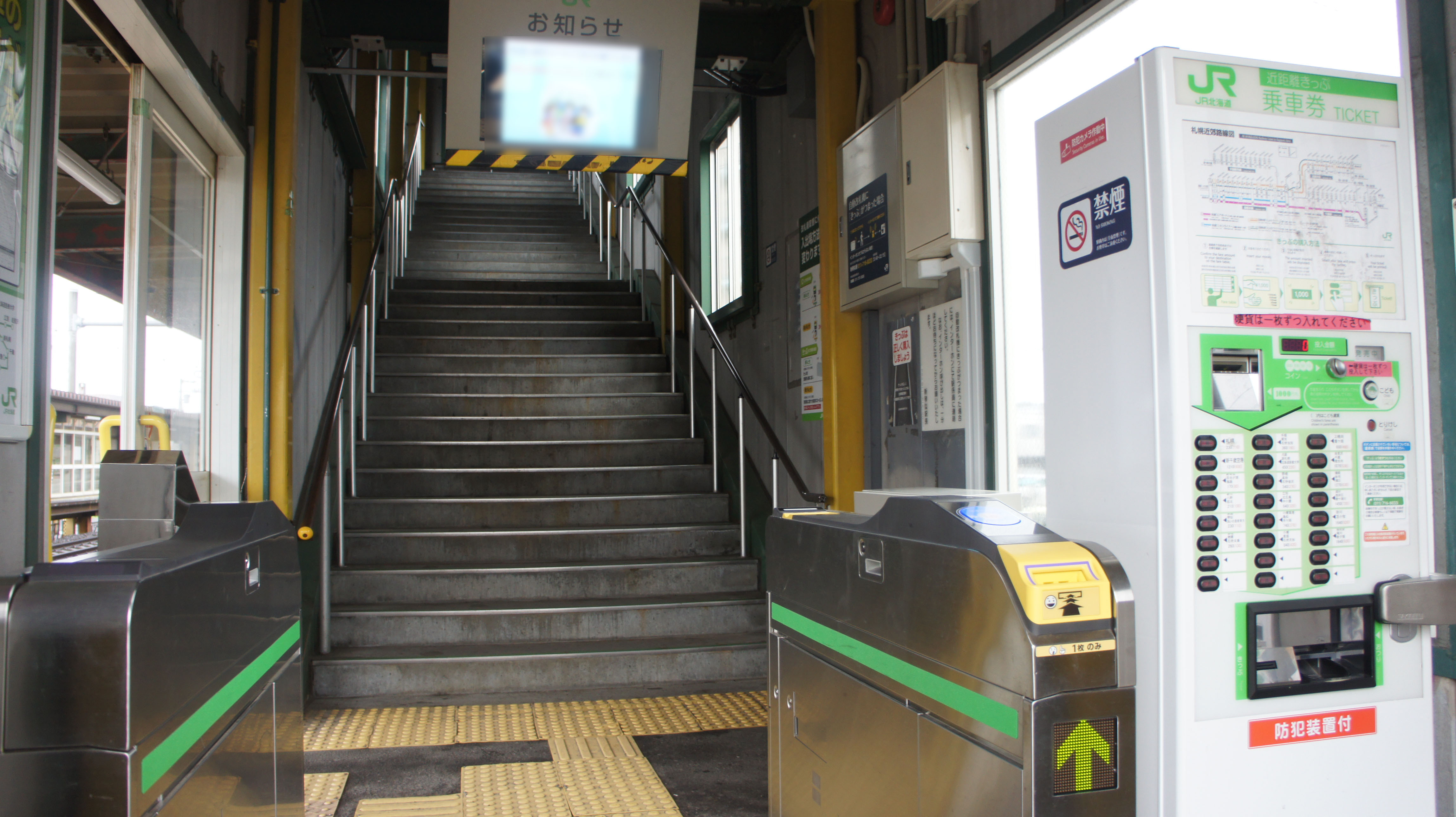
北口改札（2018年10月）
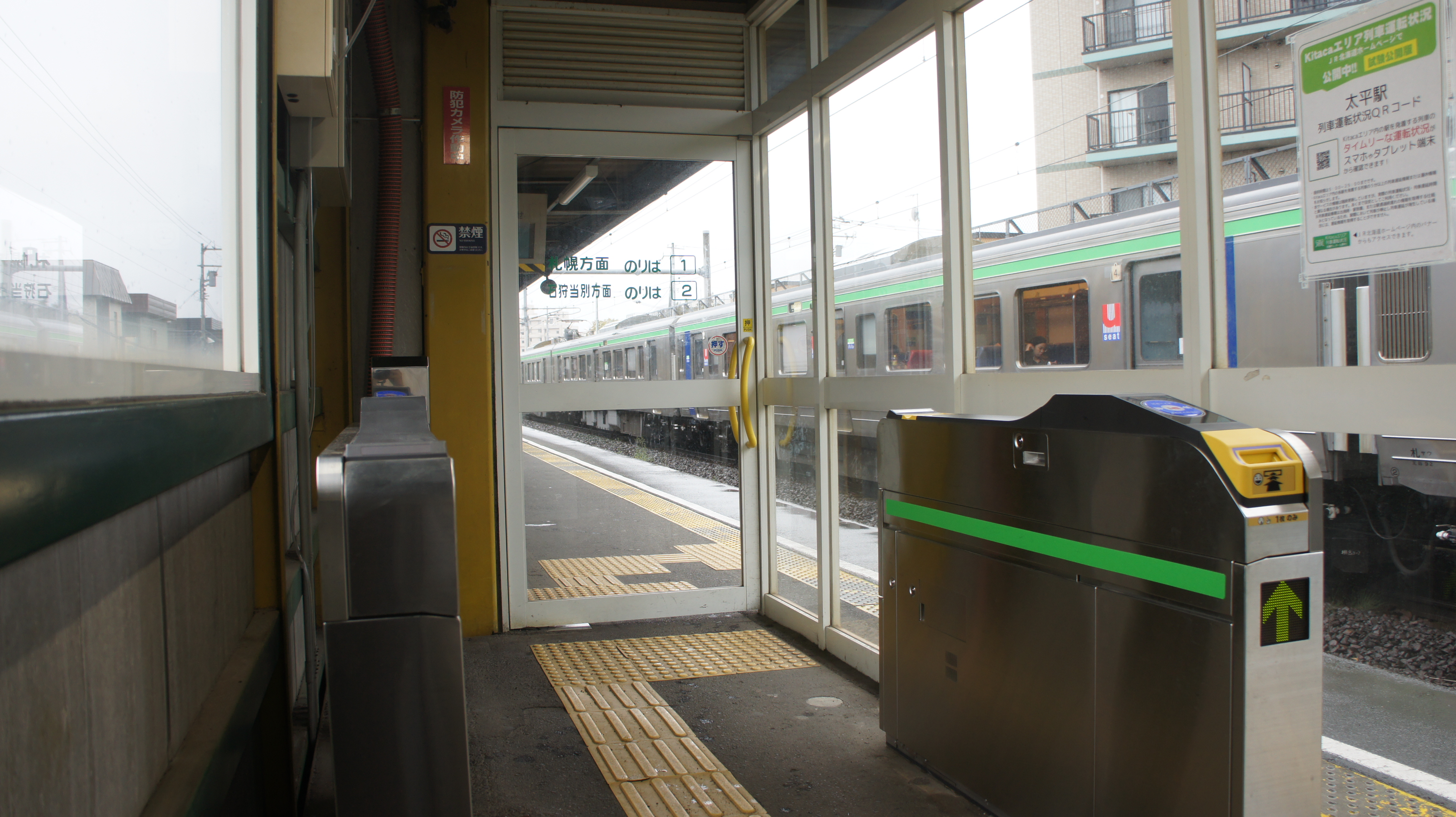
南口改札（2018年10月）
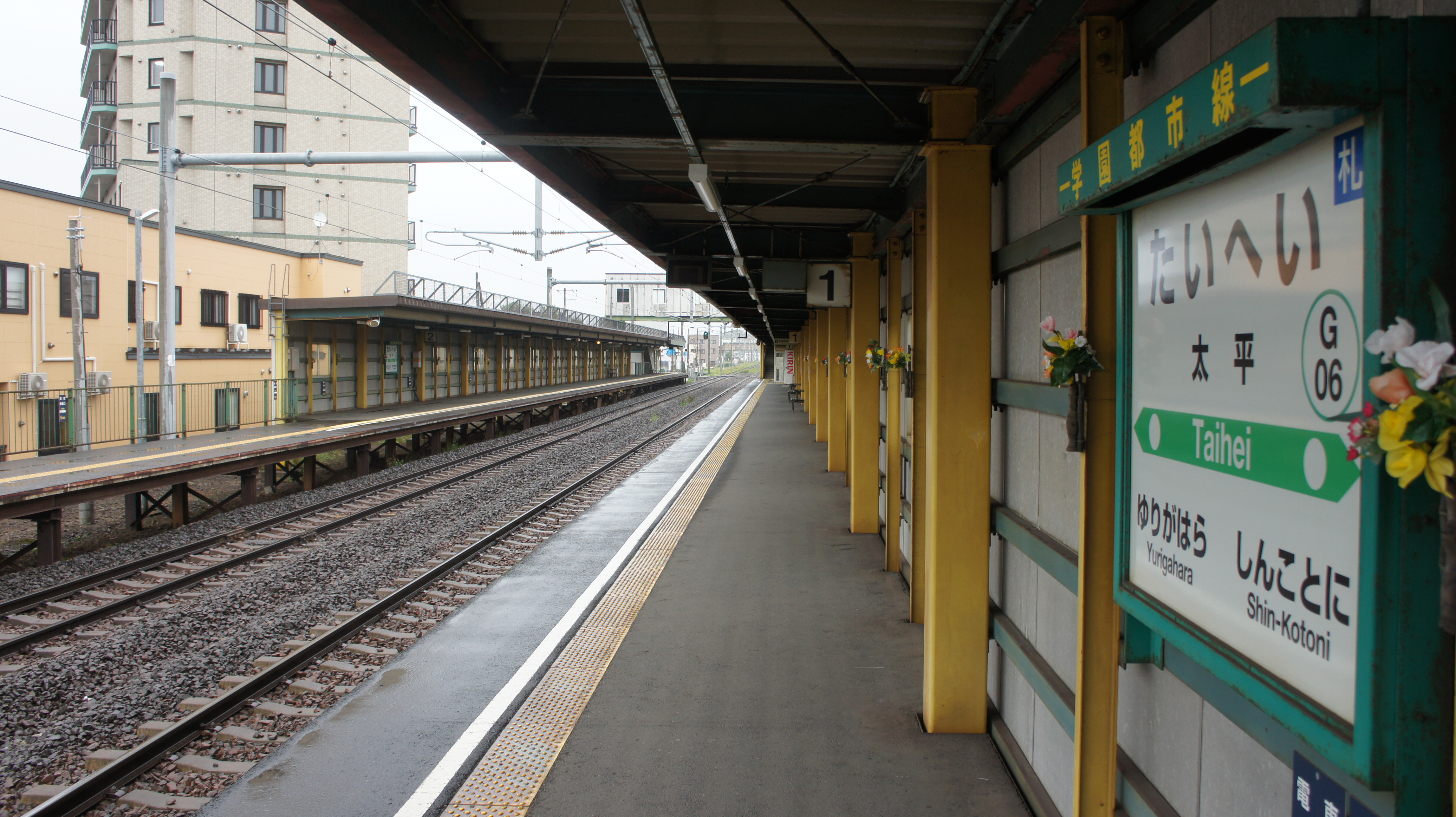
ホーム（2018年10月）
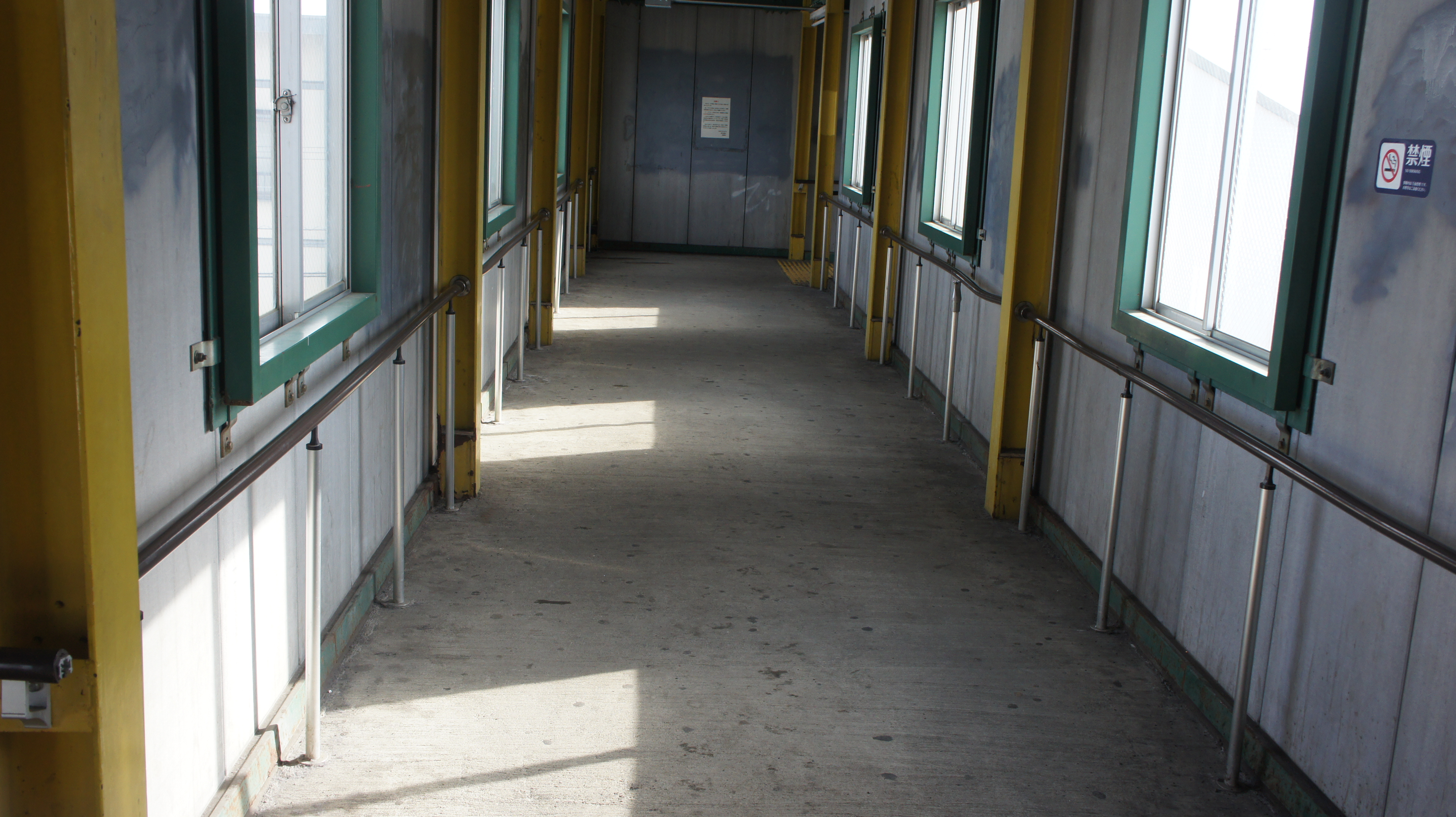
跨線橋（2017年3月）
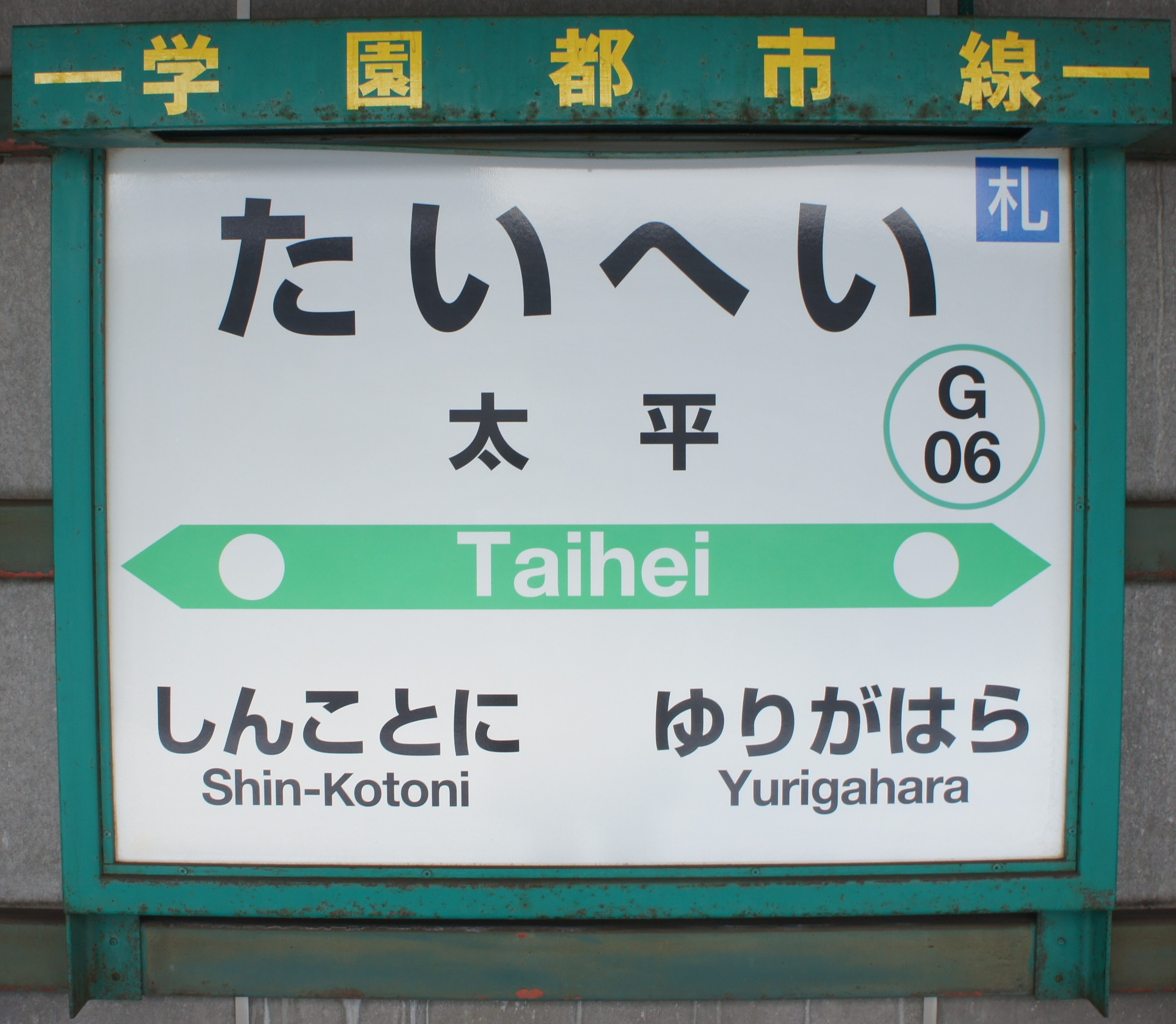
駅名標（2017年3月）

## 利用状況
2022年（令和4年）度の1日平均乗車人員は845人である。
近年の1日平均乗車人員の推移は下記のとおりである。
| 年度               | 1日平均 乗車人員 | 出典    |
| ------------------ | ---------------- | ------- |
| 1990年（平成02年） | 464              | [ * 4 ] |
| 1995年（平成07年） | 741              | [ * 4 ] |
| 2000年（平成12年） | 627              | [ * 4 ] |
| 2001年（平成13年） | 613              | [ * 5 ] |
| 2002年（平成14年） | 595              | [ * 6 ] |
| 2003年（平成15年） | 608              | [ * 6 ] |
| 2004年（平成16年） | 631              | [ * 7 ] |
| 2005年（平成17年） | 627              | [ * 7 ] |
| 2006年（平成18年） | 640              | [ * 7 ] |
| 2007年（平成19年） | 667              | [ * 4 ] |
| 2008年（平成20年） | 714              | [ * 4 ] |
| 2009年（平成21年） | 720              | [ * 4 ] |
| 2010年（平成22年） | 724              | [ * 4 ] |
| 2011年（平成23年） | 694              | [ * 4 ] |
| 2012年（平成24年） | 716              | [ * 4 ] |
| 2013年（平成25年） | 776              | [ * 4 ] |
| 2014年（平成26年） | 794              | [ * 4 ] |
| 2015年（平成27年） | 815              | [ * 4 ] |
| 2016年（平成28年） | 861              | [ * 4 ] |
| 2017年（平成29年） | 905              | [ * 4 ] |
| 2018年（平成30年） | 944              | [ * 4 ] |
| 2019年（令和元年） | 987              | [ * 4 ] |
| 2020年（令和02年） | 751              | [ * 4 ] |
| 2021年（令和03年） | 800              | [ * 3 ] |
| 2022年（令和04年） | 845              | [ * 1 ] |

## 駅周辺
古くからの住宅街である。
- 国道231号（創成川通）
- 北海道中央バス（石狩、新川）「屯田団地橋」停留所[9]
- 創成川（緑地始点）
- 札幌市立太平南小学校
- 主要市道9900号真駒内篠路線（東８丁目篠路通）
- 琴似栄町通
- 北海道中央バス（札幌北）「北49条東4丁目」停留所[10]
- 北海道信用金庫栄町支店
- 北雄ラッキー北49条店
- DCM北栄店
- ツルハ北50条店

## 隣の駅
北海道旅客鉄道（JR北海道）
■札沼線（学園都市線）
新琴似駅 (G05) - 太平駅 (G06) - 百合が原駅 (G07)